# Dagouma
Dagouma est une commune rurale située dans le département de Toécé de la province du Bazèga dans la région du Centre-Sud au Burkina Faso.

## Géographie
Dagouma est situé à 7 km au Nord de Toécé sur la route nationale 5.

## Santé et éducation
Dagouma accueille un centre de santé et de promotion sociale (CSPS).